# Ganoderma lucidum
Ganoderma lucidum es un hongo basidiomiceto de la familia Ganodermataceae, llamado en español pipa, por la forma que suele presentar su carpóforo o seta. Se encuentra distribuido por las zonas de clima templado de todo el mundo.
Ha sido utilizado como medicamento en varias tradiciones médicas asiáticas, en algunos casos incluso desde hace 2000 años, por lo que se le puede atribuir ser el hongo con mayor historia de uso medicinal.[cita requerida] Actualmente, se cultiva para su uso comercial, y debido a la venta de sus preparaciones se ha popularizado su nombre en japonés, reishi.

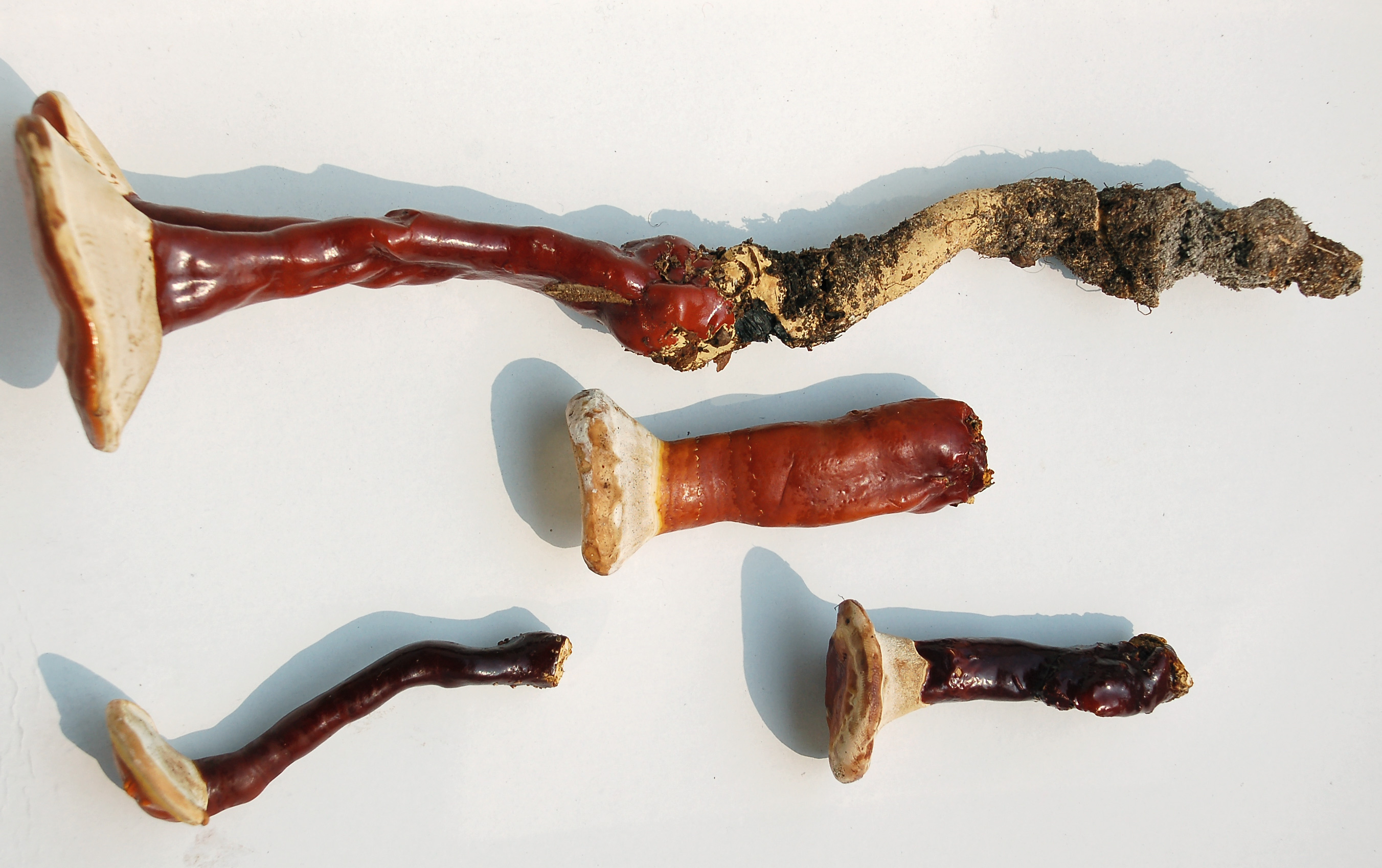
Ganoderma lucidum

## Descripción
Es un hongo coriáceo, con un sombrero generalmente arriñonado, de color variable, generalmente marrón rojizo, con aspecto de haber sido recubierto con una capa de laca; lo sostiene un pie esbelto, algo tortuoso, en posición lateral; raramente sésil. El carpóforo es persistente, y va aumentando su tamaño, creciendo a partir del borde del sombrerete. Los poros son de color ocre. El área más joven es de color gamuza con los poros casi blancos, cuando madura toma el mismo aspecto y color que la parte más oscura. [cita requerida]

## Hábitat
Es un hongo saprofito: su micelio vive y se nutre de la madera muerta de árboles planifolios.  Los carpóforos aparecen en la base de sus troncos, a través de alguna herida o grieta en la corteza, o en tocones muertos.
Ganoderma lucidum es un hongo saprófito que se alimenta de materia orgánica en descomposición. Durante años se consideró un hongo patógeno y donde aparecía se realizaba un tratamiento intensivo con fungicidas. Sin embargo, su patogenicidad es muy reducida, alimentándose prácticamente solo de la zona muerta de árboles. Es una especie lignolítica que se alimenta principalmente de madera de árboles de tipo frondoso: robles, encinas, quejigos y alcornoques (Quercus spp.). Medra principalmente en árboles de las familias Fagaceae y Betulaceae. Tiene citas de aparición en castaño (Castanea sativa), chopos (Populus spp.), plátano (Platanus spp.), haya (Fagus), almez (Celtis), fresno (Fraxinus), arce (Acer), tilos (Tilia) y robinias (Robinia). En Europa central aparece principalmente colonizando robles y hayas.

## Etimología y nombres comunes
El nombre científico del género deriva del griego ganos —γανος—, "brillo, lustre" y derma —δερμα—, "piel". El epíteto específico lucidum es el literal del adjetivo en latín, y significa "brillante".
- En España se llama pipa, por su forma.
- El nombre más conocido en la actualidad es el japonés reishi, ya que con él se comercializan sus preparados.
- En chino se llama língzhī —chino tradicional: 靈芝; simplificado :灵芝—
- En coreano, yeongji, —SAD: 영지—  [cita requerida]

## Historia y cultura
En China, el reishi se encuentra inmortalizado en numerosas pinturas, estatuas, tapices y en la túnica de algunos emperadores. La seta también ha sido venerada en la cultura japonesa, donde se considera el políforo medicinal más importante.
El primer libro que recoge el uso medicinal del reishi es Shennong Materia Medica (100 a. C.), donde se denomina Lingzhi “rojo” (Cizhi). Este libro describe su sabor amargo y su seguridad de consumo (carencia de efectos secundarios), así como su utilidad para el tratamiento de la “congestión y mejora de la memoria”. El libro: ”Eruditos hablando sobre medicina” de la dinastía Zhou (1112-221 a. C.) es la obra más antigua que da información sobre la seta reishi. Este libro habla de su crecimiento sobre madera podrida.
Sin embargo, si atendemos a datos arqueológicos, el uso del reishi como setas se remonta a tiempos del neolítico. Así se han encontrado restos de Ganoderma en un yacimiento de las áreas bajas del río Yangtzé que se ha fechado de hace más de 6800 años.

## Principales propiedades del reishi
El reishi contiene diferentes principios activos que le otorgan distintas propiedades farmacológicas. Los polisacáridos de tipo β-D-glucanos y los triterpenos tetracíclicos (ácidos ganodéricos, ganoderiol, ácidos lucidénicos) se consideran los de mayor interés en la seta, pero también contiene α-glucanos, otros triterpenoides, alcaloides, ergosterol, proteínas (Ling Zhi-8, Ling Zhi-9), nucleósidos (adenosina, inosina, uridina) y nucleótidos (guanina, adenina).
Ganoderma lucidum está incluido como medicina en la farmacopea de algunos países como China o Estados Unidos (desde el 2014). Por ello, es muy frecuente encontrarlo a la venta en los mercados chinos de diferentes partes del planeta. En Europa, debido a que existe consumo desde antes de 1997, el Catálogo de Nuevos Alimentos de la Comisión Europea lo considera un alimento. Por el contrario, en España está prohibida su venta por considerarse tóxica debido a que no está contenida en la Parte A del Anexo del Real Decreto 30/2009 de 16 de enero por el que se establecen las condiciones sanitarias para la comercialización de setas para uso alimentario.

## Propiedades medicinales

### Efectos sobre el sistema inmune
Actualmente existen más de 200 investigaciones referenciadas en la base de datos de PubMed/Medline que estudian la influencia de Ganoderma lucidum y sus compuestos en la respuesta inmunitaria, tanto in vitro como in vivo. Las moléculas responsables de la inmunomodulación son principalmente polisacáridos y, en particular, β-D-glucanos, pero también ejercen efecto proteínas inmunomoduladoras como la Ling Zhi-8, ácidos ganodéricos, peptidoglicanos, oligosacáridos, y proteoglicanos. Por ello, se estima que para que un producto de reishi muestre toda su actividad global es importante consumir la seta pura, que incluye todas las moléculas del hongo. Los extractos concentrarán solo una parte de las moléculas, limitando su actividad global. 
Se estima que una de las vías más importantes para la actividad inmunomoduladora de los polisacáridos de Ganoderma lucidum reside en las respuestas originadas en la mucosa entérica y especialmente debida a los polisacáridos de tipo β-glucanos, ya que neutrófilos, macrófagos y las células dendríticas, entre otras, expresan varios receptores capaces de reconocer beta-glucano en sus diversas formas. Los β-glucanos pueden ser recogidos por las células M de los parches de Peyer y/o interactuar con células dendríticas (DC) en el intestino delgado para activar las respuestas sistémicas del organismo. Entre los productos en polvo, el reishi micromolido mejora la eficacia inmunomoduladora debido a una mayor superficie de actividad en las células dendríticas. 
Para que los β-glucanos tengan la máxima actividad sobre el sistema inmune, deben de tener una conformación en triple hélice. Esta conformación se puede dañar en los procesos de extracción en que se utilizan bases fuertes. Debido a que esta técnica de extracción es muy rentable y es utilizada frecuentemente por empresas, los betaglucanos de un reishi en polvo sin alterar pueden llegar a tener más actividad sobre el sistema inmune que extractos normalizados en betaglucanos con los β-glucanos dañados. Otras moléculas activadoras del sistema inmune son los peptidoglicanos y oligosacáridos del reishi que parecen ser los responsables de la activación de la respuesta inmune en células mononucleares humanas: NK y T.
La proteína inmunomoduladora Ling Zhi-8, contenida tanto en el micelio de Ganoderma lucidum como en la seta, mejora el sistema inmune de ratones leucémicos y en ratas con cáncer gástrico. También aumenta significativamente la cicatrización de heridas en ratones. Entre los estudios clínicos que evalúan la influencia de Ganoderma lucidum en sistema inmune son de interés: Un estudio realizado en niños de 3 a 5 años que recibieron un yogur con β-glucanos de reishi presentaban un recuento absoluto significativamente mayor de linfocitos totales de sangre periférica: CD3 + CD4 + y células T CD8 + que en el grupo que recibía placebo. Otro estudio llevado a cabo con 40 futbolistas sometidos a alto estrés metabólico evidenció que los deportistas que tomaron una mayor cantidad de Ganoderma lucidum tenían una ratio de linfocitos CD4/CD8 mayor que los que tomaron una cantidad menor de producto o no habían tomado. La disminución de la ratio CD4/CD8 es un indicador de la supresión inmunológica, lo cual demuestra su utilidad en el deporte. 
En personas afectadas con cáncer de pulmón, el consumo de reishi previo al tratamiento oncológico evidenció que moléculas de la seta podían antagonizar el efecto inmunosupresor originado por las células cancerosas.
La evaluación del consumo de Ganoderma lucidum en 47 personas con cáncer colorectal avanzado que habían sufrido radioterapia y quimioterapia concluyó que el reishi incrementó el número de células NK en un 634-683% y redujo un 732% los parámetros inmunológicos relacionados con caquexia cancerosa TNF-α e IL-1.

### Propiedades antivirales y antibacterianas
La modulación del sistema inmune por parte del reishi, junto con la presencia de compuestos antivirales, principalmente polisacáridos y triterpenos, se ha investigado con resultados positivos para diferentes enfermedades virales humanas.
Existe investigación para el papiloma humano, dengue, herpes simplex, neuralgias del herpes zóster, mononucleosis, sida, entre otras enfermedades.
Sin embargo, en comparación con sus efectos antivirales, la actividad antibacteriana de las setas de Ganoderma y sus extractos es muy reducida. Se ha evaluado el poder antibiótico del reishi mediante el método de difusión con discos para varias bacterias como Escherichia coli y Bacillus subtilis, observándose actividad solo para algunas cepas.

### Antioxidantes del reishi y efecto protector
El reishi actúa sobre los sistemas antioxidantes del organismo regulando positivamente la expresión de enzimas antioxidantes como superóxido dismutasa, glutatión peroxidasa, y catalasa, y directamente por la actividad antioxidante y captadora de radicales libres de algunos de sus componentes como compuestos fenólicos, triterpenos, polisacáridos y proteínas/péptidos. Debido a que la naturaleza química de estos antioxidantes es muy diversa, estos llegan a diferentes órganos y tejidos del cuerpo, donde actúan contra radicales libres o procesos oxidativos que pueden provocar daños y/o enfermedad. 
Así encontramos peptidoglicanos antioxidantes que se consideran preventivos de aterosclerosis y protegen también el riñón de daños por isquemia. Proteoglicanos que reducen el estrés oxidativo en las células β de los islotes del páncreas. Polisacáridos que reducen la fibrosis pulmonar inducida por bleomicina en ratones y la esteatosis hepática inducida por ácido palmítico. Triterpenos antioxidantes con efectos neuroprotectores y que reducen el daño en membranas celulares provocados por radiación. El efecto protector debido a las moléculas antioxidantes de la seta también se ha estudiado para órganos como el corazón, los testículos, la piel, el bazo y orgánulos como las mitocondrias o el ADN de linfocitos humanos. Por ello, el consumo de reishi puro resulta de gran interés para la protección del organismo.

### Propiedades antitumorales
El sistema inmunológico tiene la capacidad de prevenir la aparición de tumores, conocido como vigilancia inmunológica. Debido a que el reishi es capaz de activar el sistema inmune, se podría considerar que el reishi puro actúa vigilando la aparición de tumores. No obstante, diversas investigaciones indican que sus propiedades antitumorales van más allá de la potenciación inmunológica.
En cuanto a las investigaciones protectoras de tumoración, el reishi protege de daños en el ADN provocados por radiación ultravioleta y radiación gamma. Los extractos de la seta reducen la probabilidad de desarrollar cáncer de piel y mama provocados por 7,12-dimetilbenzoantraceno en ratas y de adenoma pulmonar en ratones mediante inyección de benzopireno.
Otra posible vía de actuación del reishi es a través de la activación del gen antitumoral p53. La mutación de este gen con su consecuente inactivación es la más frecuente en cánceres humanos. Se ha visto que polisacáridos del reishi son capaces de restablecer la transcripción del gen en cáncer de colon. Un ácido ganodérico se ha visto que incrementa la expresión de dicho gen en células de tumores de hígado, y la proteína LZ-8 de la seta incrementa la expresión de dicho gen en cáncer de pulmón.
La actividad del reishi contra procesos metastáticos también se ha evaluado. El reishi posee virtudes antiangiogénicas en cáncer de próstata, es decir, que reduce el crecimiento de los vasos sanguíneos que alimentan al tumor y por ello puede reducir la probabilidad de metástasis. Recientemente, un peptidoglicano de la seta se ha probado como reductor de metástasis en ratones con melanoma sometidos a fragmentación del sueño, y también se considera reductor de metástasis en cáncer de pulmón.
Durante los tratamientos de cáncer, determinados tumores son capaces de crear resistencia a los quimioterápicos e impedir que estos afecten al cáncer como hacían en un inicio por bloqueo de la entrada de los fármacos a su interior. Sustancias de la seta permiten que determinados agentes quimioterápicos vuelvan a funcionar en cánceres que previamente habían creado resistencia. Así se ha estudiado para el cisplatino en cáncer de ovario y en carcinoma urotelial, donde además el reishi reduce los daños originados al riñón por este agente quimioterápico. También se ha visto maximizar la actividad de la doxorrubicina en células leucémicas resistentes y en cáncer de pulmón para la doxorrubicina y para el etopósido.
El reishi micromolido también incluye moléculas con actividad citotóxica directa para determinados tumores. Así, recientemente se ha encontrado un proteoglicano prometedor contra el cáncer de páncreas, y existen pruebas de eficacia in vivo de citotoxicidad por inducción de apoptosis para cáncer de colon, próstata, y pulmón. En el hígado, el reishi provoca la apoptosis de las células de hepatoma sin alterar las células sanas e inhibe también el crecimiento de los tumores.

## Seguridad del consumo del reishi
Se han realizado evaluaciones de toxicidad a largo plazo en ratas en tres grupos experimentales. Se les administró Ganoderma lucidum en dosis de 0.47, 0.94, y 1.87 g/kg x día-1 durante 26 semanas y no se encontró anormalidad inducida por el tratamiento para ningún grupo. Las figuras patológicas de los órganos principales también fueron normales. El estudio concluye que no hay toxicidad para setas de Ganoderma lucidum administradas a ratas a largo plazo.
Se ha evaluado la ingesta aguda en ratas Wistar. A tal fin se administraron 5 g/kg de peso corporal mediante sonda gástrica. Los resultados mostraron que no hubo cambios en la ingesta de alimentos y en el peso corporal de los animales tratados. Tampoco hubo efectos adversos observados durante el periodo de tratamiento. Durante la necropsia no se encontraron lesiones anatómicas ni tampoco cambios patológicos en los animales tratados.
En ensayos clínicos se ha observado una buena tolerabilidad al reishi. Se ha realizado un ensayo en pacientes con fibromialgia. En este estudio participaron 64 pacientes (96,9% mujeres) con edades comprendidas entre 39 y 62 años, a los que se les administró 6 g/día de polvo de G. lucidum micromolido de MundoReishi® durante 6 semanas y se valoraron parámetros relacionados con la tolerabilidad, como efectos adversos y parámetros clínicos. El tratamiento con Ganoderma lucidum fue muy bien tolerado y no se reportaron efectos secundarios, ni se observaron alteraciones en los parámetros de seguridad evaluados. Estudios adicionales confirman la buena tolerabilidad en humanos.